# Erkrath
Erkrath est une ville nouvelle allemande de Rhénanie-du-Nord-Westphalie, située dans l'arrondissement de Mettmann, à l'est de Düsseldorf. Néandertal (jadis Néanderthal), qui est connu dans le monde entier, se trouve en partie sur le territoire d'Erkrath. C’est là, dans une carrière calcaire, qu’on a retrouvé les restes d’un homme préhistorique appelé pour cette raison Homme de Néandertal. Aujourd'hui, c’est un lieu d'excursion très apprécié, doté d'un musée intéressant.

## Géographie
Erkrath se situe à l'extrémité ouest de la région, à proximité du Rhin.

## Histoire
Erkrath est comme sa ville-jumelle Cergy, une ville récente. Elle fut créée en 1966.
Pourtant, son nom apparaît pour la première fois en 1148. En 1896, elle s'étend mais, en 1929, elle doit disparaître par décision de l'arrondissement.

## Composition
Aujourd'hui Erkrath se compose de trois quartiers : Hochdahl, Unterfeldhaus, Alt-Erkrath (Vieil Erkrath).

### Hochdahl
Ce quartier regroupe sur 1 300 ha (=13 km²). 30 000 personnes environ (données 2002) y habitent. C'est ainsi le plus peuplé quartier d'Erkrath.

### Unterfeldhaus
C'est le plus petit quartier de la ville. Il est essentiellement industriel.

### Évolution de la population
- 1815 : 522 habitants
- 1898 : 5 166 habitants
- 1963 : 15 300 habitants
- 1982 : 42 000 habitants
- 2002 : 48 652 habitants

## Économie

### Transport
En 1838 s'ouvre la première liaison ferroviaire à l'ouest de l'Allemagne entre Düsseldorf et Erkrath.
Les trois gares Erkrath, Erkrath-Hochdahl et Erkrath-Millrath sont desservies par les lignes S8 et S68 du S-Bahn qui circule sur la liaison entre Düsseldorf et Wuppertal, la gare Erkrath-Nord est desservie par la ligne S28.

### Tourisme
La ville possède plusieurs églises évangéliques et catholiques ainsi qu'un musée.

## Jumelage
- Cergy (France)
- West Lancashire (Royaume-Uni)